# Helmut Kewitz
Helmut Kewitz (* 25. Juli 1920 in Berlin; † 21. Oktober 2009 in Berlin) war ein deutscher Pharmakologe.

## Leben

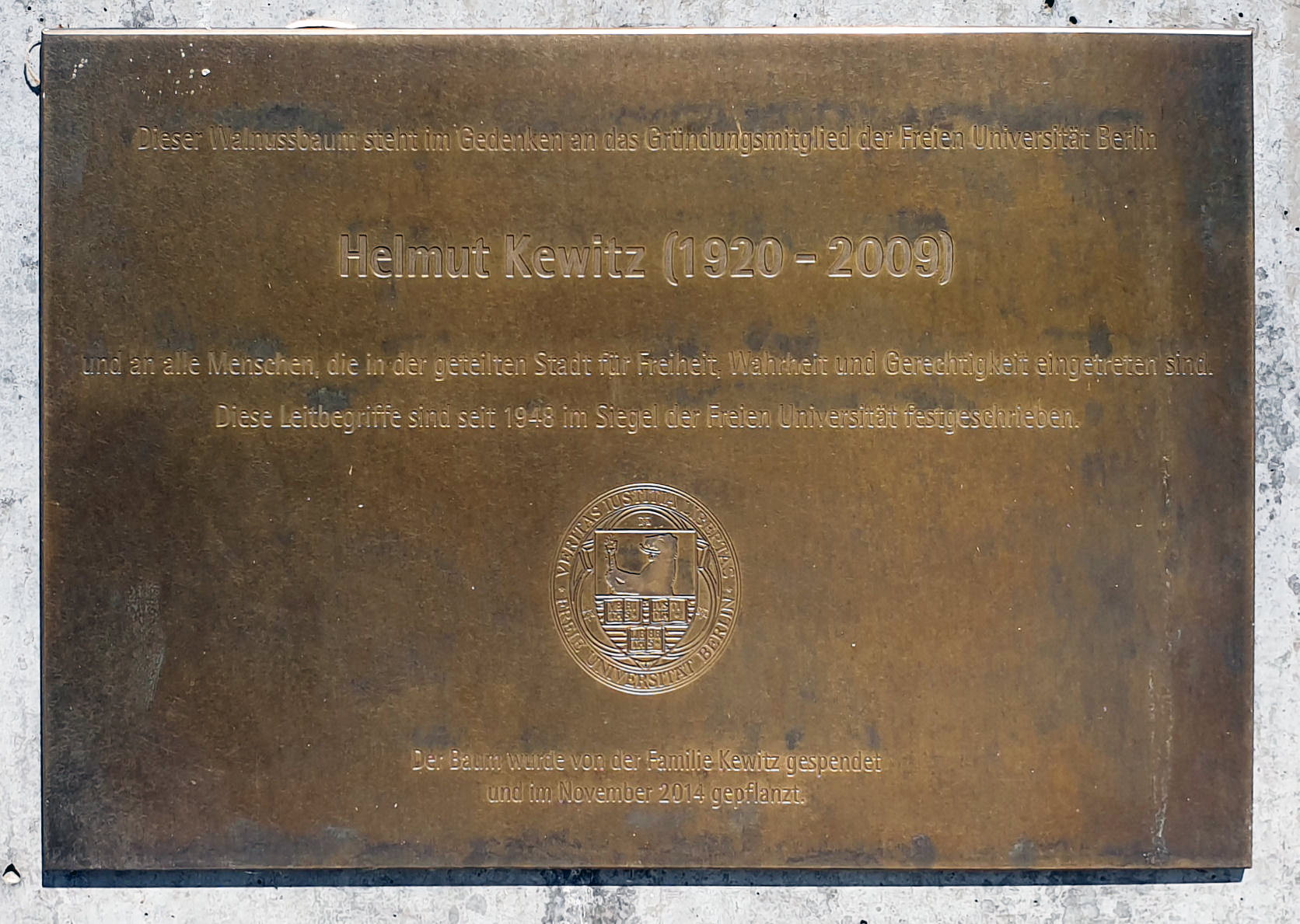
Gedenktafel in Berlin-Dahlem

Als Medizinstudent gehörte Helmut Kewitz 1948 zu den Gründern der Freien Universität Berlin. Seine berufliche Tätigkeit begann er als Assistent des Pharmakologen Wolfgang Heubner. Der Promotion 1950 und der Habilitation im Jahr 1954 über die Wirkung des Acetylcholins auf das Nervensystem schloss sich ein Studienaufenthalt an der Columbia University in New York an.
1962 wurde er Professor für Veterinärpharmakologie an der Freien Universität Berlin. 1969 übernahm er an dieser Universität den bundesweit ersten Lehrstuhl für Klinische Pharmakologie. Von 1978 bis 1988 war er Ärztlicher Direktor des Klinikums Steglitz in Berlin-Steglitz. Für die Erhaltung des 1994 in Universitätsklinikum „Benjamin Franklin“ umbenannten Klinikums setzte er sich auch nach seiner Emeritierung ein. Unter anderem protestierte er im Januar 2002 mit einem offenen Brief an den Regierenden Bürgermeister von Berlin, Klaus Wowereit, gegen Pläne des Berliner Senats zur Schließung der Medizinischen Fakultät der Freien Universität.
Dem Stiftungsrat des Deutschen Herzzentrums Berlin gehörte Kewitz seit dessen Gründung im Jahr 1986 bis zu seinem Tod an.

## Ehrungen
- Bundesverdienstkreuz 1. Klasse
- Großes Bundesverdienstkreuz (1985)
- Ehrenmitglied der Deutschen Gesellschaft für Innere Medizin[2]
- Albrecht-von-Graefe-Medaille (2003)

## Schriften (Auswahl)
- Norbert Rietbrock: Klinische Pharmakologie: ein Leitfaden für die Praxis; Herrn Professor Dr. med. Helmut Kewitz zum 75. Geburtstag gewidmet. 3. Auflage. Darmstadt 1996, ISBN 3-7985-1055-5
- Pharmacological interventions on central cholinergic mechanisms in senile dementia (Alzheimer’s disease). München etc. 1990, ISBN 3-88603-362-7
- Medizinisch und wirtschaftlich rationale Arzneitherapie. Berlin etc. 1978, ISBN 3-540-08619-6
- Nebenwirkungen kontrazeptiver Steroide. Berlin 1971
- Helmut Kewitz: Tödlicher Schlag gegen die FU. In: Die Welt, 14. Januar 2002; Auszüge aus Kewitz’ offenem Brief an Wowereit